# 라피키, 친구
라피키, 친구(RAFIKI, FRIEND)는 독일에서 제작된 와누리 카히우 감독의 2018년 드라마 영화이다. 사만다 무갓시아 등이 주연으로 출연하였다.

## 출연

### 주연
- 사만다 무갓시아
- 쉴라 무니바
- 지미 가투